# Зубков Ілля Дмитрович
Ілля Дмитрович Зубков (нар. 21 квітня 1998, Київ, Україна) — український футболіст, нападник ФСК «Маріуполь».

## Біографія
Вихованець ДЮФШ «Динамо» імені Валерія Лобановського, за яку виступав у ДЮФЛУ з 2011 по 2015 рік.
Влітку 2015 року був включений в заявку команди «Динамо-2», що грала в Першій лізі чемпіонату України. В професійних змаганнях дебютував 13 листопада 2015 року в домашньому матчі проти чернігівської «Десни», який завершився перемогою киян 3:1, а Ілля вийшов на заміну на 71 хвилині замість Михайла Удода.
У липні 2021 року перебував на перегляді в ФК «Львів».

### Збірна
2014 року провів три матчі за юнацьку збірні України до 16 років.